# Associazione Fascista Calcio Venezia 1942-1943
Questa voce raccoglie le informazioni riguardanti l'Associazione Fascista Calcio Venezia nelle competizioni ufficiali della stagione 1942-1943.

## Stagione
Nella stagione 1942-1943 il Venezia disputò il quarto campionato di Serie A della sua storia.

## Divise
| Prima divisa |

## Organigramma societario
Area direttiva
- Presidente: Arnaldo Bennati

Area tecnica
- Allenatore: Giovanni Battista Rebuffo

## Rosa
| N. |                    | Ruolo | Calciatore          |
| -- | ------------------ | ----- | ------------------- |
|    | Italia (bandiera)  | P     | Giuseppe Eberle     |
|    | Italia (bandiera)  | P     | Giorgio Fioravanti  |
|    | Italia (bandiera)  | D     | Silvio Di Gennaro   |
|    | Uruguay (bandiera) | D     | Víctor Tortora      |
|    | Italia (bandiera)  | D     | Giordano Milloch    |
|    | Italia (bandiera)  | C     | Sandro Puppo        |
|    | Italia (bandiera)  | C     | Felice Arienti (II) |
|    | Italia (bandiera)  | C     | Lidio Stefanini     |
|    | Italia (bandiera)  | C     | Livio Linzi         |
|    | Italia (bandiera)  | C     | Umberto Camozzo     |
|    | Italia (bandiera)  | A     | Walter Petron       |

| N. |                      | Ruolo | Calciatore            |
| -- | -------------------- | ----- | --------------------- |
|    | Italia (bandiera)    | A     | Francesco Pernigo     |
|    | Argentina (bandiera) | A     | Raúl Mezzadra         |
|    | Italia (bandiera)    | A     | Lanfranco Alberico    |
|    | Uruguay (bandiera)   | A     | Juan Agostino Alberti |
|    | Italia (bandiera)    | A     | Amedeo Degli Esposti  |
|    | Italia (bandiera)    | A     | Bruno Novello         |
|    | Italia (bandiera)    | A     | Angelo Oliviero       |
|    | Italia (bandiera)    | A     | Francesco Lamberti    |
|    | Italia (bandiera)    | A     | Arnaldo Taddei        |
|    | Italia (bandiera)    | A     | Luigi Di Franco       |
|    | Italia (bandiera)    | A     | Ariano Monti          |

## Risultati

### Serie A

#### Girone di andata
| Arbitro: | Biancone (Roma) |

|                      |           |             |
| Piana 49’ Degano 78’ | Marcatori | 40’ Pernigo |

| Arbitro: | Dattilo (Roma) |

|             |           |              |
| Alberti 89’ | Marcatori | 38’ Borel II |

| Arbitro: | Scorzoni (Bologna) |

|                                                                 |           |                  |
| Di Gennaro 4’ (aut.) Ispiro 30’ Conti 56’, 60’ Linzi 59’ (aut.) | Marcatori | 75’ (aut.) Genta |

| Venezia 25 ottobre 1942 | Venezia           | 0 – 0 | Roma | Stadio Pierluigi Penzo\| Arbitro: \| Galeati (Bologna) \| |
| Arbitro:                | Galeati (Bologna) |       |      |                                                           |

| Arbitro: | Bernardi (Bologna) |

|                   |           |            |
| Gei 42’ Suppi 59’ | Marcatori | 14’ Petron |

| Arbitro: | Mazza (Torre del Greco) |

|  |           |              |
|  | Marcatori | 43’ Colaussi |

| Arbitro: | Zelocchi (Modena) |

|                 |           |                       |
| Cappello IV 70’ | Marcatori | 13’ Puppo 27’ Pernigo |

| Arbitro: | Pizziolo (Firenze) |

|             |           |             |
| Pernigo 37’ | Marcatori | 32’ Ferrari |

| Arbitro: | Curradi (Firenze) |

|  |           |                                    |
|  | Marcatori | 2’ Gabetto 48’ Loik II 81’ Mazzola |

| Arbitro: | Zilli (Reggio Emilia) |

|                |           |  |
| Bonistalli 35’ | Marcatori |  |

| Arbitro: | Zelocchi (Modena) |

|              |           |             |
| Alberico 74’ | Marcatori | 60’ Schiavi |

| Arbitro: | Scotti (Taranto) |

|             |           |             |
| Ramella 24’ | Marcatori | 89’ Pernigo |

| Arbitro: | Curradi (Firenze) |

|             |           |  |
| Alberti 53’ | Marcatori |  |

| Arbitro: | Mazza (Torre del Greco) |

|                         |           |             |
| Colli 29’ Giammarco 64’ | Marcatori | 74’ Pernigo |

| Arbitro: | Dattilo (Roma) |

|  |           |                    |
|  | Marcatori | 30’ Gaddoni 59’ Bo |

#### Girone di ritorno
| Arbitro: | Zelocchi (Modena) |

|  |           |          |
|  | Marcatori | 61’ Stua |

| Arbitro: | Donati (Milano) |

|                                                    |           |                                |
| Sentimenti III 39’, 76’ Lushta 40’ Meazza 48’, 60’ | Marcatori | 18’ (rig.), 87’ (rig.) Alberti |

| Arbitro: | Biancone (Roma) |

|                                                 |           |              |
| Alberti 24’ (rig.), 38’, 57’ Vignolo 37’ (aut.) | Marcatori | 48’ Trevisan |

| Arbitro: | Scorzoni (Bologna) |

|                         |           |                    |
| Donati 54’ Dagianti 82’ | Marcatori | 57’ (rig.) Alberti |

| Arbitro: | Fois (Roma) |

|                         |           |                     |
| Novello 52’ Alberti 60’ | Marcatori | 13’ Gei 75’ Bollano |

| Arbitro: | Bianchi (La Spezia) |

|                            |           |  |
| Quaresima 44’ Colaussi 72’ | Marcatori |  |

| Arbitro: | Bertolio (Torino) |

|                   |           |                                     |
| Pernigo 4’ (rig.) | Marcatori | 54’, 76’ Del Medico 61’ Cappello IV |

| Arbitro: | Donati (Milano) |

|                      |           |            |
| Stefanini 53’ (aut.) | Marcatori | 14’ Petron |

| Arbitro: | Biancone (Roma) |

|                                                     |           |                   |
| Stefanini 15’ (aut.) Gabetto 24’ Arienti 36’ (aut.) | Marcatori | 65’ (aut.) Gallea |

| Arbitro: | Carpani (Milano) |

|             |           |  |
| Pernigo 65’ | Marcatori |  |

| Arbitro: | Poggipollini (Ferrara) |

|        |           |                                |
| Gè 35’ | Marcatori | 10’ Alberico 28’ Degli Esposti |

| Arbitro: | Silvano (Torino) |

|                        |           |            |
| Pernigo 17’ Petron 62’ | Marcatori | 83’ Pisa I |

| Arbitro: | Bertolio (Torino) |

|  |           |                                |
|  | Marcatori | 22’ Degli Esposti 71’ Alberico |

| Venezia 18 aprile 1943 | Venezia            | 0 – 0 | Bari | Stadio Pierluigi Penzo\| Arbitro: \| Scorzoni (Bologna) \| |
| Arbitro:               | Scorzoni (Bologna) |       |      |                                                            |

| Arbitro: | Galeati (Bologna) |

|             |           |                                               |
| Gaddoni 74’ | Marcatori | 27’ Petron 58’ Pernigo 77’, 88’ Degli Esposti |

#### Spareggi salvezza
| Arbitro: | Dattilo (Roma) |

|                  |           |            |
| Di Benedetti 52’ | Marcatori | 75’ Petron |

| Arbitro: | Zelocchi (Modena) |

|                  |           |  |
| Cercoli 24’, 32’ | Marcatori |  |

| Arbitro: | Galeati (Bologna) |

|                                   |           |  |
| Puppo 33’ Pernigo 43’, 83’ (rig.) | Marcatori |  |

### Coppa Italia
| Arbitro: | Vannini (Bologna) |

|                                 |           |                |
| Montagner 5’ (aut.) Alberti 28’ | Marcatori | 35’ Pellegatta |

| Palermo 27 settembre 1943 Ottavi di finale | Palermo-Juventina | 0 – 2 (tav.) | Venezia | Stadio Michele Marrone |

| Arbitro: | Piglione (Reggio Emilia) |

|                               |           |                        |
| Alberico 55’ Alberti 75’, 78’ | Marcatori | 42’ Bertoli 64’ Salati |

| Arbitro: | Zelocchi (Modena) |

|                             |           |  |
| Petron 8’, 21’ Alberico 61’ | Marcatori |  |

| Arbitro: | Zelocchi (Modena) |

|                                             |           |  |
| Ossola 22’, 48’ Ferraris II 46’ Mazzola 52’ | Marcatori |  |

## Statistiche

### Statistiche di squadra
| Competizione | Punti | In casa | In casa | In casa | In casa | In casa | In casa | In trasferta | In trasferta | In trasferta | In trasferta | In trasferta | In trasferta | Totale | Totale | Totale | Totale | Totale | Totale | DR  |
| Competizione | Punti | G       | V       | N       | P       | Gf      | Gs      | G            | V            | N            | P            | Gf           | Gs           | G      | V      | N      | P      | Gf     | Gs     | DR  |
| ------------ | ----- | ------- | ------- | ------- | ------- | ------- | ------- | ------------ | ------------ | ------------ | ------------ | ------------ | ------------ | ------ | ------ | ------ | ------ | ------ | ------ | --- |
| Serie A      | 24    | 15      | 4       | 6       | 5       | 14      | 17      | 15           | 4            | 2            | 9            | 20           | 29           | 30     | 8      | 8      | 14     | 34     | 46     | -12 |
| Spareggi     |       | -       | -       | -       | -       | -       | -       | 3            | 1            | 1            | 1            | 4            | 3            | 3      | 1      | 1      | 1      | 4      | 3      | +1  |
| Coppa Italia |       | 3       | 3       | 0       | 0       | 8       | 3       | 2            | 1            | 0            | 1            | 2            | 4            | 5      | 4      | 0      | 1      | 10     | 7      | +3  |
| Totale       | -     | 18      | 7       | 6       | 5       | 22      | 20      | 20           | 6            | 3            | 11           | 26           | 36           | 38     | 13     | 9      | 16     | 48     | 56     | -8  |

### Statistiche dei giocatori
| Giocatore        | Serie A  | Serie A | Spareggi | Spareggi | Coppa Italia | Coppa Italia | Totale   | Totale |
| Giocatore        | Presenze | Reti    | Presenze | Reti     | Presenze     | Reti         | Presenze | Reti   |
| ---------------- | -------- | ------- | -------- | -------- | ------------ | ------------ | -------- | ------ |
| L. Alberico      | 20       | 3       | 3        | 0        | 3            | 2            | 26       | 5      |
| G. Alberti       | 20       | 7       | 1        | 0        | 3            | 3            | 24       | 10     |
| F. Arienti (II)  | 29       | 0       | 3        | 0        | 4            | 0            | 36       | 0      |
| U. Camozzo       | 2        | 0       | -        | -        | -            | -            | 2        | 0      |
| A. Degli Esposti | 9        | 4       | 2        | 0        | 1            | 0            | 12       | 4      |
| L. Di Franco     | 3        | 0       | -        | -        | -            | -            | 3        | 0      |
| S. Di Gennaro    | 29       | 0       | 3        | 0        | 4            | 0            | 36       | 0      |
| G. Eberle        | 16       | -?      | 2        | -3       | 2            | -4           | 20       | -7+    |
| G. Fioravanti    | 14       | -?      | 1        | 0        | 2            | -3           | 17       | -3+    |
| F. Lamberti      | 4        | 0       | -        | -        | -            | -            | 4        | 0      |
| L. Linzi         | 8        | 0       | -        | -        | 1            | 0            | 9        | 0      |
| R. Mezzadra      | 20       | 0       | -        | -        | 2            | 0            | 22       | 0      |
| G. Milloch       | 1        | 0       | -        | -        | -            | -            | 1        | 0      |
| A. Monti         | 1        | 0       | -        | -        | -            | -            | 1        | 0      |
| B. Novello       | 8        | 1       | 3        | 0        | 3            | 0            | 14       | 1      |
| A. Oliviero      | 5        | 0       | -        | -        | 2            | 0            | 7        | 0      |
| F. Pernigo       | 27       | 9       | 3        | 2        | 2            | 0            | 32       | 11     |
| W. Petron        | 27       | 4       | 3        | 1        | 4            | 2            | 34       | 7      |
| S. Puppo         | 30       | 1       | 3        | 1        | 4            | 0            | 37       | 2      |
| L. Stefanini     | 26       | 0       | 3        | 0        | 4            | 0            | 33       | 0      |
| A. Taddei        | 4        | 0       | -        | -        | -            | -            | 4        | 0      |
| V. Tortora       | 27       | 0       | 3        | 0        | 4            | 0            | 34       | 0      |